# 伊拉克鯰
伊拉克鯰為輻鰭魚綱鯰形目鯰科的一種，為亞熱帶淡水魚，分布於亞洲伊拉克淡水流域，體長可達81公分，棲息在底層水域，生活習性不明。

## 扩展阅读
維基物種上的相關：伊拉克鯰